# 手のひらを太陽に
- 手のひらを太陽に[1]
- てのひらをたいように[1]
- 手のひらをたいように[1]
- てのひらを太陽に[2]

「手のひらを太陽に」（てのひらをたいように）は、日本の童謡。作詞はやなせたかし、作曲はいずみたく。1961年に制作され、翌1962年にNHK『みんなのうた』で放送された。

## 来歴
1961年、作詞者のやなせたかしは日本教育テレビ（NET、のちのテレビ朝日）の朝のニュースショーの構成をしていた。その番組内の今月の歌として、自身で作詞した「手のひらを太陽に」を知り合いのいずみたくに作曲してもらい発表したもので、歌は宮城まり子が歌った。
当時のやなせは仕事は順調だったものの、劇画の時代に付いて行けず、先行きに不安を感じていた。夜中、眠くならないように暖房を消して一人で仕事をしていて、筆がとまったときに電気スタンドで手を温めていると指の間がきれいに赤く見え、子供のころに懐中電灯で手を照らして真っ赤に見えて面白かったことを思い出した。こんなにも落ち込んでいるのに血は元気に流れていると励まされたような気がして、歌詞の一節が思い浮かんだと述懐している。また、元々は童謡ではなくホームソングを作るつもりで書いたという。なお歌詞の中でアメンボが出てくるが、これは当初はナメクジであった。
1962年、 NHK『みんなのうた』で、宮城まり子とビクター少年合唱隊の歌唱、映像はやなせ自身制作のアニメーションで放送された。当時、歌は反響もなくヒットしなかったが、 1965年にボニージャックスが歌ってキングレコードから発売され、その年の紅白歌合戦で歌唱すると、反響を呼び広く知られるようになった。
1969年からは小学校6年生の音楽の教科書に掲載された。
2006年に日本の文化庁と日本PTA全国協議会が、親子で長く歌い継いでほしい童謡・唱歌や歌謡曲といった抒情歌や愛唱歌の歌101曲を選定した日本の歌百選にもなっている。
2011年7月27日には、「手のひらを太陽に」制作50周年を記念して、「手のひらを太陽に」を含む「作詞：やなせたかし、作曲：いずみたく」コンビの楽曲を収録したCDブック『手のひらを太陽に50周年記念CD　生きているから歌うんだ!』が3000セット限定生産で発売された。
なお、宮城まり子が歌唱した『みんなのうた』版については、1981年9月23日にNHK総合テレビで放送された『みんなのうた20年』で一部が放送されたのみで（この時点では映像は存在していた）、定時番組では長期に亘って再放送が行われていなかったが、 2011年から始まった「みんなのうた発掘プロジェクト」で音声が提供され、 2012年2月12日にNHKラジオ第1放送で放送された『リクエスト大全集・第3夜』で1番のみが放送、そして2013年2月よりラジオのみで実に51年ぶりの再放送、2021年2月にも8年ぶりに再放送された。2022年8月に三度再放送される。
手話バージョンも制作されている。
現在は、小学校2年生の音楽教科書に掲載されている。

## 発売した歌手
歌唱者不明のカバーを除く。
- 宮城まり子 & ビクター児童合唱団（ビクター。1963年3月発売のLP『NHKみんなのうた 第2集』に収録（モノラル音源）。ステレオ音源は2011年4月27日発売のCD『NHKみんなのうた50アニバーサリー・ベスト〜おしりかじり虫〜』に収録）
- ボニージャックス（キングレコード。1965年5月にシングル発売。オリジナル盤のB面は中野慶子 & ボニージャックスの「私は誰でしょう」。1969年にジャケットデザインを変更してシングル再発。このときのB面はボニージャックスの「ゆうえん地」）
- 東京マイスタージンガー & 杉並児童合唱団（キングレコード。1966年発売のLP『NHK-TV 歌のメリーゴーラウンド Vol.3』収録）
- 外山浩爾 & 杉並児童合唱団（日本コロムビア。1966年9月発売のLP『NHKテレビ放送から 歌のメリーゴーランド 第2集』収録）
- 東京少年少女合唱隊（キングレコード。1972年3月発売のLP『東京少年少女合唱隊 ベスト・アルバム』収録）
- 天地総子 & クラウン少女合唱団（日本クラウン。1975年2月発売のLP『手のひらを太陽に 天地総子と子供たちの新しい歌』収録）
- 田中星児（ビクター。1976年5月発売のLP『NHKテレビ「みんなのうた」より みんなで歌おう (2)』収録）
- ダークダックス（ポリドール。1976年12月21日発売のLP『NHK「みんなのうた」より 手のひらを太陽に』収録）
- 斎藤こず恵 &斉藤ゆかり（フィリップス。1978年11月発売のLP『みんなで歌えるカラオケつき 斎藤こず恵&ゆかりのNHK「みんなのうた」』収録）
- 小鳩くるみ（ビクター）
- タンポポ児童合唱団（キングレコード）
- 大和田りつこ & ひばり児童合唱団（EMIミュージック・ジャパン）
- 森の木児童合唱団 & コロムビア男声合唱団（日本コロムビア）
- 宮内良 & 杉並児童合唱団（日本コロムビア）
- ドリーミング（バップ。レパートリーの一つ。CDでの初出は1991年『アンパンマンがえらんだこどものうた』）
- SHAKKAZOMBIE（cutting edge。1996年、シングル）
- 小夏・ひとみ・レイナ（バップ。1998年、シングル）
- 速水けんたろう（『けんたろうとミクのワイワイキッズ けんたろうお兄さんのあそびうた 3』収録（2002年、ポニーキャニオン）
- 保田圭（モーニング娘。）、平家みちよ、斉藤瞳（メロン記念日）、柴田あゆみ（メロン記念日）、前田有紀（ピッコロタウン。2002年、『ザ・童謡ポップス3〜夏のうた集〜』収録）
- やなせたかし & ボニージャックス & 大和田りつこ & 岡崎裕美（キングレコード。2003年、『ノスタル爺さん』収録）
- めざましテレビ All Cast（奥寺健、福元英恵、伊藤利尋、高島彩、大塚範一、軽部真一、森昭一郎、高樹千佳子、中野美奈子）（ソニー。2004年、『めざましsongs』収録）
- UA（SPEEDSTAR RECORDS。2004年、『うたううあ』収録）
- BON-BON BLANCO（日本コロムビア。2004年、シングル）
- sacra（キングレコード。2004年、シングル『アンバランス』収録）
- 島谷ひとみ（avex trax。2004年、『追憶+LOVE LETTER』のボーナス・トラックとして収録）
- クレモンティーヌ（ソニー。2004年、シングル）
- Lead（FLIGHT MASTER。2004年、シングル『手のひらを太陽に/Delighted』収録）
- 川嶋あい（Tsubasa Records（ソニー・ミュージックマーケティング）。2004年、シングル『「さよなら」「ありがとう」〜たった一つの場所〜』収録）
- 清貴（インディーズ。2004年、ミニアルバム『Stop On By』収録）
- 藤井フミヤ（ソニー。2005年、『めざまし太陽』収録）
- アンパンマン（声優：戸田恵子）（バップ。2008年、『アンパンマンとはじめよう! きせつのうたをうたおう サンサンなつだよ』収録）
- スカンク兄弟と原田郁子（Bad News Records。2008年、『家族時間〜NHKみんなのうたカバー集〜』収録）
- 沼田みやか & 村上まりな & 村上あすか & 秋場蒼空 & ほんだひな★ & 新田小桃 & さとうこずえ（Bad News Records。2008年、『家族時間 with kids 〜NHKみんなのうたカバー集〜』収録）
- 戸田恵子 & ボニージャックス（バップ。2011年、CDブック『手のひらを太陽に50周年記念CD　生きているから歌うんだ!』収録）
- 中尾隆聖 & カビルンルンコーラス（同上）
- 鶴ひろみ & フレーベル少年合唱団（同上。2014年発売のCD『それいけ!アンパンマン げんき100ばいソングス ドキンちゃん』にも収録）
- 沢知恵（2013年発売のアルバム『一期一会㈼』に収録）
- タニケン（谷本賢一郎）（キングレコード。2019年、『うたの店長さん～タニケンのすてきな歌がそろっています Suteki Song Shop～星を見にいきませんか』に収録）

## 主題歌・CMなどへの使用
- 映画『ちいさなジャンボ』（1977年公開）の劇中挿入歌。
- 映画『僕らはみんな生きている』（1993年公開）の主題歌。なお、題名の「僕らはみんな生きている」は歌い出しにあたる。
- テレビアニメ『ちびまる子ちゃん』の116話では家が全焼した永沢くんをクラス全員で励まそうとする際に使用された。
- スーパー戦隊シリーズにて使用された作品が複数存在する。
『地球戦隊ファイブマン』(1990年)第1話にてヒロインで音楽教諭の星川レミ(演:成嶋涼(当時は本名の早瀬恵子名義))のピアノ演奏に合わせて子供たちが歌っている。
『忍者戦隊カクレンジャー』(1994年)第35話にて学校教諭に扮した敵組織「花のくノ一組」のメンバーがピアノ演奏をし子供が歌う場面がある。なお、登場場面は異なるが上記の成嶋も花のくノ一組のメンバーとして出演していた。
2004年に日本のテレビ番組『特捜戦隊デカレンジャー』Episode1「ファイヤーボール・ニューカマー」内でデカピンク/胡堂小梅(演:菊地美香)が歌った。以後も『特捜戦隊デカレンジャー 10 YEARS AFTER』や、『スペース・スクワッド ギャバンVSデカレンジャー』内でも歌唱されている。
- 映画『それいけ!アンパンマン とべ! とべ! ちびごん』（1991年公開）の劇中挿入歌。
- 映画『それいけ!アンパンマン てのひらを太陽に』（1998年公開）の劇中挿入歌。
- 2004年には日本のテレビ番組『めざましテレビ』レギュラーが歌ったものがCD『めざましsongs』に収録され、発売された。

同年から2007年まで番組内にて行われた長期企画「めざまし体操」のテーマソングとしても使用された。
- 2005年、作詞したやなせの地元を走る路線でもある土佐くろしお鉄道ごめん・なはり線で運用の9640形気動車のお座敷対応仕様の増備車、9640-11に「手のひらを太陽に号」という愛称が付けられた。
- 2010年の元日に発売された綾小路きみまろのCD, 『爆笑スーパーライブ第0集! すべてはここから始まった』の最初と最後の部分でこの曲をアレンジしたインストが収録されている。
- テレビアニメ『攻殻機動隊 S.A.C. 2nd GIG』最終話の最後のシーンでタチコマというキャラクターが合唱している。

これらのほか、フジテレビの『あっぱれさんま大先生』で、子供達が入場する際に、歌い出しの「生きているから笑うんだ」の部分を「生きているから死んでない」と替え歌にして歌っていた。
- 2013年8月18日放送の『ダウンタウンのガキの使いやあらへんで!!』でココリコが歌った。
- 2013年9月よりau（KDDI・沖縄セルラー電話連合）のスローガンCM『ツナガルチカラ あたらしい au 4G LTE』のCM使用曲としてスローテンポのアレンジを用いたインストが使用されている。
- 2014年のテレビアニメ『ピンポン』の最終話で使用された。
- 2020年のテレビアニメ『ゴー!ゴー!キッチン戦隊クックルン』の同年12月14日放送分でラップにアレンジしたバージョンが使用された。
- 2023年1月12日にてNHK Eテレで放送された『おかあさんといっしょ』のうたのコーナーで同曲が歌われた。
- NHK『名曲アルバム』にて「アンパンマンのマーチ」との2本立てで放送。2曲ともさかいゆうによるカバー（編曲：ゲイリー芦屋、演奏：東京フィルハーモニー交響楽団、指揮：角田鋼亮）。